# Världsmästerskapen i rodel
VM i rodel, FIL World Luge Championships, anordnas sedan 1955 varje år som inte är ett vinter-OS-år. VM i rodel hålls för konstrodel, dvs rodel på konstbana (sedan 1979 arrangeras även världsmästerskap i naturrodel).

## Värdstäder
- 1955: Oslo, Norge
- 1956: Inställt
- 1957: Davos, Schweiz
- 1958: Krynica, Polen
- 1959: Villard-de-Lans, Frankrike
- 1960: Garmisch-Partenkirchen, Västtyskland
- 1961: Girenbad, Schweiz
- 1962: Krynica, Polen
- 1963: Imst, Österrike
- 1965: Davos, Switzerland
- 1966: Friedrichroda, Östtyskland (inställt)
- 1967: Hammarstrand, Sverige
- 1969: Königssee, Västtyskland
- 1970: Königssee, Västtyskland
- 1971: Olang, Italien
- 1973: Oberhof, Östtyskland
- 1974: Königssee, Västtyskland
- 1975: Hammarstrand, Sverige
- 1977: Igls, Österrike
- 1978: Imst, Österrike
- 1979: Königssee, Västtyskland
- 1981: Hammarstrand, Sverige
- 1983: Lake Placid, New York, USA
- 1985: Oberhof, Östtyskland
- 1987: Igls, Österrike
- 1989: Winterberg, Västtyskland
- 1990: Calgary, Kanada
- 1991: Winterberg, Tyskland
- 1993: Calgary, Kanada
- 1995: Lillehammer, Norge
- 1996: Altenberg, Tyskland
- 1997: Igls, Österrike
- 1999: Königssee, Tyskland
- 2000: Sankt Moritz, Schweiz
- 2001: Calgary, Kanada
- 2003: Sigulda, Lettland
- 2004: Nagano, Japan
- 2005: Park City, Utah, USA
- 2007: Igls, Österrike
- 2008: Oberhof, Tyskland
- 2009: Lake Placid, USA
- 2011: Cesana, Italien
- 2012: Altenberg, Tyskland
- 2013: Whistler, British Columbia, Kanada
- 2015: Sigulda, Lettland
- 2016: Königssee, Tyskland
- 2017: Igls, Österrike
- 2019: Winterberg, Tyskland[2]
- 2020: Sotji, Ryssland
- 2021: Königssee, Tyskland (skulle ursprungligen hållas i Calgary, Kanada)
- 2022: Winterberg, Tyskland (endast damdubbel)
- 2023: Oberhof, Tyskland[3]
- 2024: Altenberg, Tyskland
- 2025: Whistler, Kanada

### Fotnoter
1. ↑  ”Fakta om rodel & skeleton” (på svenska). Svenska dagbladet. 13 januari 2006. https://www.svd.se/fakta-om-rodel--skeleton. Läst 30 mars 2017.
2. ↑  Morgan, Liam. (24 juni 2015). Winterberg to stage 2019 Luge World Championships. insidethegames.biz. Läst 16 juli 2018.
3. ↑  (23 februari 2021). Oberhof: Doppel-WM 2023 kann kommen. Mitteldeutsche Rundfunk. Läst 12 april 2021.